# Lineare Vorhersage
Lineare Vorhersage (engl. linear prediction) ist ein mathematisches Verfahren der Zeitreihenanalyse, welches zukünftige Werte eines Signals bzw. einer diskreten Zeitreihe als eine lineare Funktion der Werte der Vergangenheit der gleichen Zeitreihe schätzt.
Eine Variante ist das ökonometrische Verfahren, welches zusätzlich die Werte einer weiteren Zeitreihe berücksichtigt, von denen die betrachtete Zeitreihe abhängt,.
Für zentrierte, reelle und stationäre Zeitreihen sind die Koeffizienten der Schätzfunktionen durch die Yule-Walker-Gleichungen gegeben, dies entspricht der Modellierung durch einen AR(p)-Prozess. Weiter werden Verfahren der orthogonalen Projektion (Gram-Schmidt-Verfahren) angewendet.
Die Bezeichnung linear prediction wird auch abkürzend für die Anwendung dieser Theorie in der digitalen Signalverarbeitung verwendet, siehe linear predictive coding.

## Mathematische Darstellung
Eine übliche (eindimensionale) Darstellung ist
{\displaystyle {\widehat {x}}(n):=\sum _{i=1}^{p}a_{i}x(n-i)\,},
mit {\displaystyle p,n\in \mathbb {N} } und {\displaystyle x(i)\in \mathbb {R} }, wobei {\displaystyle {\widehat {x}}(n)} der vorhergesagte Wert, {\displaystyle x(n-i)} die bereits beobachteten Werte und {\displaystyle a_{i}\in \mathbb {R} } die Schätzkoeffizienten darstellen. Der Schätzfehler hat die Darstellung
{\displaystyle e(n)=x(n)-{\widehat {x}}(n)\,},
worin {\displaystyle x(n)} den wahren Wert zum Zeitpunkt {\displaystyle n} bezeichnet.
Die Prognoseverfahren unterscheiden sich in der Art und Weise, wie die Parameter {\displaystyle a_{i}} bestimmt werden. Üblicherweise werden die Parameter so bestimmt, dass der mittlere quadratische Fehler minimiert wird. Dann spricht man von einer Besten Linearen Erwartungstreuen Vorhersage, kurz BLEV (englisch Best Linear Unbiased Prediction, kurz BLUP). BLUP als auch BLUE wurden in den 1950er Jahren von Charles Roy Henderson eingeführt.
Für mehrdimensionale Zeitreihen wird eine Fehlermetrik der Gestalt
{\displaystyle e(n):=\|x(n)-{\widehat {x}}(n)\|\,}
definiert, wobei für {\displaystyle \|\cdot \|} eine geeignete Vektornorm gewählt wird.